# Escobaria vivipara
Escobaria vivipara (Nutt.) Buxb. – gatunek sukulenta z rodziny kaktusowatych, występujący w Ameryce Północnej, od Meksyku po Kanadę.

## Występowanie i morfologia
Ten charakterystyczny dla pustyń Mojave i Sonora kaktus osiąga maksymalną wysokość do 15 cm. Często urasta do mniejszej wysokości, pozostając spłaszczony lub sferalny w formie. Gęsto pokryty na całej powierzchni pękami białych kolców o długości od 1 do 2,5 cm. Kwitnie na żółto, różowo lub fioletowo. Preferuje piaszczyste i skaliste podłoże.

## Odmiany
Znane są następujące odmiany:
- E. v. var. arizonica (ang. Arizona spinystar) – pochodzi z pustyni na południowym zachodzie Stanów Zjednoczonych
- E. v. var. bisbeeana (ang. Bisbee spinystar) – Arizona i Nowy Meksyk
- E. v. var. deserti (ang. Desert spinystar) – pustynie na południowym zachodzie
- E. v. var. kaibabensis (ang. Kaibab spinystar) – przede wszystkim w Arizonie
- E. v. var. neomexicana (ang. New Mexico spinystar) – Nowy Meksyk oraz Teksas
- E. v. var. vivipara – na północ aż w Manitobie

## Obecność w kulturze

### Filatelistyka
Poczta Polska wyemitowała 15 maja 1968 r. znaczek pocztowy przedstawiający Escobaria vivipara (na znaczku opis Coryphantha vivipara) o nominale 40 gr, w serii Kwiaty. Druk w technice offsetowej na papierze kredowym. Autorem projektu znaczka był Tadeusz Michaluk. Znaczek pozostawał w obiegu do 31 grudnia 1994 r.

## Kwiaty

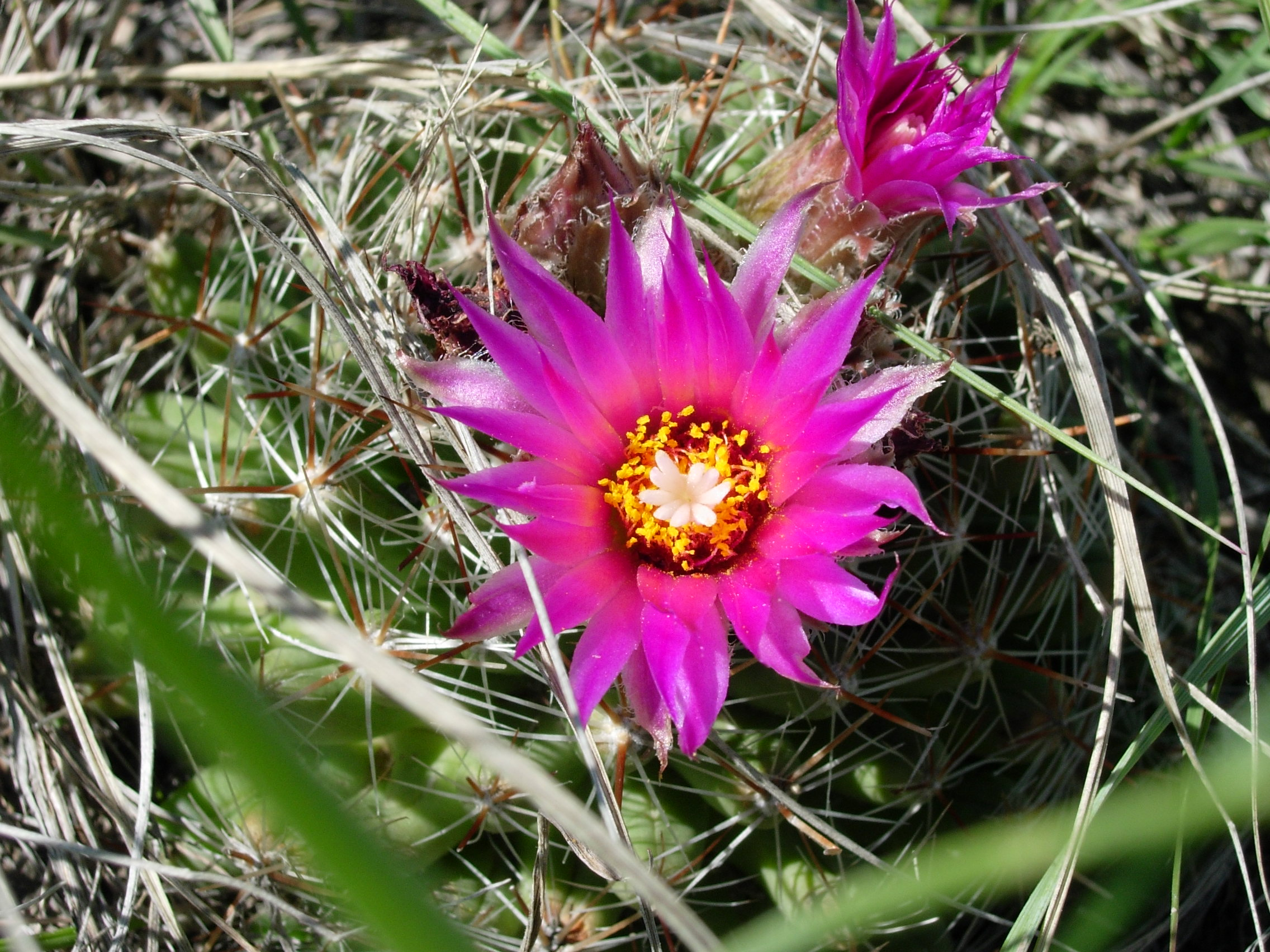
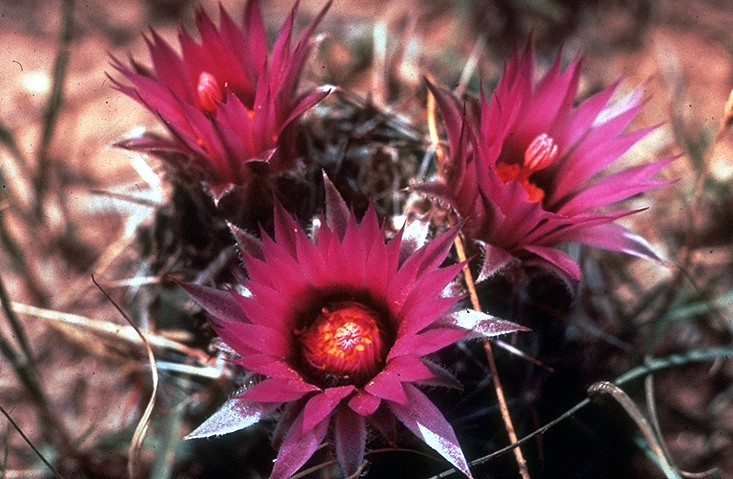
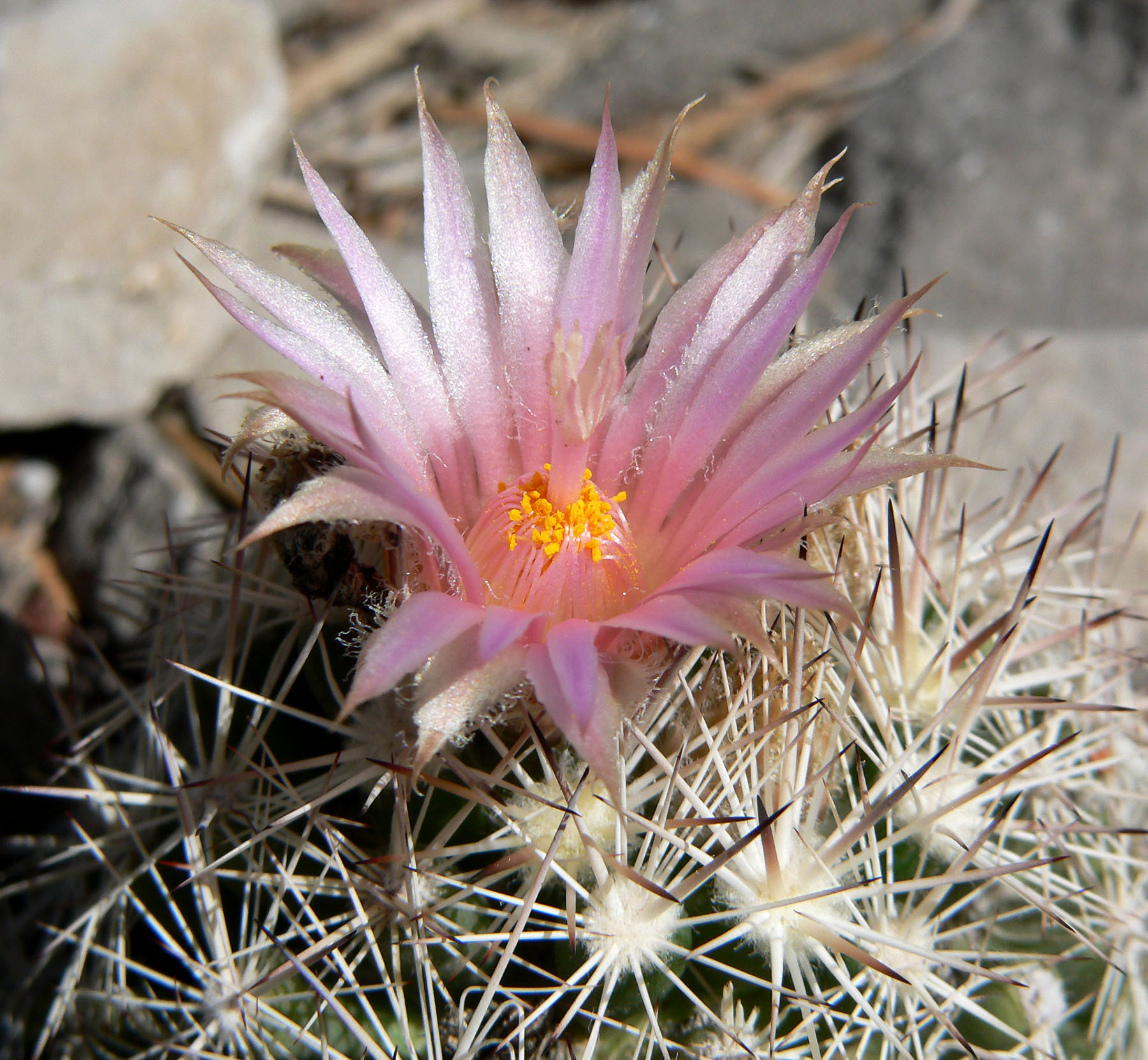